# Soldier (Destiny's Child)
Soldier is een nummer van de Amerikaanse meidengroep Destiny's Child uit 2005, in samenwerking met de Amerikaanse rappers T.I. en Lil Wayne. Het is de tweede single van Destiny Fulfilled, het vierde en laatste studioalbum van Destiny's Child.
Het nummer werd in veel landen een hit. In de Amerikaanse Billboard Hot 100 bereikte het de 3e positie. In de Nederlandse Top 40 haalde het de 10e positie, en in de Vlaamse Ultratop 50 de 18e.